# PWS-15
PWS-15 – polski jednomiejscowy samolot myśliwski w układzie dwupłatu z lat 30. XX wieku konstrukcji inż. Aleksandra Grzędzielskiego oraz inż. Augusta Bobka-Zdaniewskiego, zbudowany w Podlaskiej Wytwórni Samolotów w Białej Podlaskiej. Oblatany w grudniu 1930 roku PWS-15 był studium porównawczym z zaprojektowanym w tym samym czasie jednopłatowym myśliwcem PWS-10. Mimo lepszych właściwości lotnych PWS-15 do produkcji seryjnej wszedł PWS-10, a dyrekcja wytwórni nakazała demontaż płatowca oraz zatajenie informacji o jego istnieniu i osiągach.

## Historia

Silnik Lorraine Dietrich 12 Eb eksponowany w MLP w Krakowie

W 1928 roku w Podlaskiej Wytwórni Samolotów inżynierowie Aleksander Grzędzielski i August Bobek-Zdaniewski zaprojektowali górnopłat myśliwski PWS-10. Prototyp samolotu, konkurencyjnego wobec PZL P.1 konstrukcji Zygmunta Puławskiego, oblatany został w marcu 1930 roku. Po pomyślnym przejściu prób w IBTL w połowie 1930 roku myśliwiec został zamówiony przez lotnictwo wojskowe w liczbie 50 sztuk (w 1931 roku zamówienie zostało powiększone o kolejne 30 egzemplarzy) i skierowany do produkcji seryjnej. Podczas przygotowań do produkcji PWS-10 z inicjatywy konstruktorów do celów porównawczych została zaprojektowana i zbudowana dwupłatowa wersja myśliwca, o oznaczeniu PWS-15. W 1930 roku została opracowana dokumentacja pary skrzydeł, które po wykonaniu zamontowano do jednego z dwóch prototypów PWS-10. Samolot został oblatany w grudniu 1930 roku przez pilota fabrycznego Franciszka Rutkowskiego. W opinii oblatywacza samolot miał lepszą prędkość wznoszenia, sterowność i zwrotność w porównaniu do PWS-10, przy nieznacznie niższej prędkości maksymalnej. Z powodu zaawansowania prac przygotowawczych do produkcji PWS-10 i możliwych komplikacji organizacyjnych w przypadku zmiany typu zamówionego samolotu dyrekcja wytwórni poleciła w lutym 1931 roku zdemontowanie maszyny i utajnienie wszelkich informacji o jej powstaniu. Istnienie samolotu zostało potwierdzone przez jednego z konstruktorów – Augusta Zdaniewskiego – po ponad 40 lat od jego zbudowania, w 1971 roku.

## Opis konstrukcji i dane techniczne
PWS-15 był jednosilnikowym, jednoosobowym dwupłatem myśliwskim o konstrukcji mieszanej. Kadłub tworzyła kratownica spawana z rur stalowych wykrzyżowana cięgnami z drutu, o przekroju owalnym, pokryta z przodu blachą duralową, a dalej płótnem. Kabina pilota otwarta, osłonięta wiatrochronem, z fotelem dostosowanym do spadochronu plecowego. Tablica przyrządów składała się z busoli, prędkościomierza, wysokościomierza, zakrętomierza, obrotomierza, wskaźników temperatury wody chłodzącej i oleju oraz wskaźnika poziomu paliwa. Z lewej strony kabiny zamontowano dźwignię sterowania silnikiem, zaś z prawej były umieszczone dźwignie awaryjnego zrzutu zbiornika paliwa i regulacji żaluzji chłodnicy.
Płaty prostokątne z zaokrąglonymi końcówkami, dwudźwigarowe, trójdzielne, konstrukcji drewnianej; noski pokryte sklejką, a reszta płótnem. Komora płatów jednoprzęsłowa, połączona stójkami w kształcie odwróconego „N” i usztywniona profilowanymi cięgnami stalowymi. Profil płata cienki (10%), o jednakowej grubości na całej długości z wyjątkiem końcówek. Rozpiętość skrzydeł wynosiła 10 metrów. Powierzchnia nośna wynosiła 23 m², przy czym 56% powierzchni przypadało na płat górny, a 44% na dolny. Lotki znajdowały się na obu płatach i miały powierzchnię 2,4 m², z czego 59% powierzchni przypadało na płat górny, a 41% na dolny. Obciążenie powierzchni wynosiło 65,8 kg/m².
Długość samolotu wynosiła 7,5 metra, a wysokość 3 metry. Masa własna płatowca wynosiła 1145 kg, masa użyteczna 370 kg, zaś masa całkowita (startowa) 1515 kg. Usterzenie klasyczne, spawane z rur stalowych, kryte płótnem, z przestawialnym statecznikiem pionowym oraz statecznikami poziomymi podpartymi pojedynczymi zastrzałami i usztywnionymi drutem. Podwozie klasyczne, dwugoleniowe, z dzieloną osią, z amortyzatorami Vickers; z tyłu płoza ogonowa, wykonana ze stalowego resora.
Napęd stanowił chłodzony cieczą 12-cylindrowy silnik widlasty w układzie W Lorraine-Dietrich 12 Eb o mocy nominalnej 336 kW (450 KM) przy 1850 obr./min, mocy startowej 478 KM i masie 400 kg, napędzający stałe, drewniane, dwułopatowe śmigło ciągnące firmy Szomański o średnicy 2,89 metra. Obciążenie mocy wynosiło 3,36 kg/KM. Odrzucany w locie zbiornik paliwa miał pojemność 280 litrów, zaś zbiornik oleju mieścił 30 litrów. Prędkość maksymalna wynosiła 237 km/h, prędkość przelotowa 210 km/h, zaś prędkość minimalna 88 km/h. Zużycie paliwa wynosiło 100 litrów/h. Maszyna osiągała pułap praktyczny 6000 metrów z prędkością wznoszenia wynoszącą 12 m/s przy ziemi. Samolot charakteryzował się rozbiegiem wynoszącym 80 metrów i dobiegiem 70 metrów. Zasięg wynosił 410 km. Minimalny promień zakrętu wynosił 65 metrów.
Uzbrojenie samolotu stanowiły dwa karabiny maszynowe Vickers kal. 7,92 mm z zapasem amunicji wynoszącym 500 sztuk na lufę. Broń była synchronizowana z wykorzystaniem urządzenia uzgadniającego Colbert, zaś strzelanie odbywało się za pomocą celownika kolimatorowego Chretién. Maszyna wyposażona też była w fotokarabin K-28 i rakietnicę Perkun z zapasem 10 nabojów.

### Malowanie
Prototyp PWS-15 pomalowany był na kolor zielonooliwkowy.